# Lin
Lin 林 is een van de meestvoorkomende Chinese achternamen. In Taiwan heeft negen procent van de bevolking deze achternaam. Fujian en Taiwan hebben de meeste mensen met deze achternaam. Deze achternaam heeft zich ook verbreid in overzeese Chinese gemeenschappen. In Zuidoost-Azië wordt de achternaam geromaniseerd in verschillende Chinese dialecten als Liem, Lim en etc.
- Koreaans: 임/im
- Vietnamees: Lâm

## Oorsprong
De Han-Chinese Lins kwamen oorspronkelijk uit Qi (Hebei) 河南淇县.
Sommigen met de achternaam Ji 姬 veranderden later hun achternaam in Lin. Xianbei met de achternaam Qiulin 丘林 veranderden in China hun achternaam in Lin 林. Tijdens de Qing-dynastie veranderden veel Mantsjoes van uit Mantsjoerije naar China hun achternaam Linjia 林佳 in het Chinese Lin 林.

## Bekende personen met de naam Lin of Lam
- Tianhou (Lin Mo 林默), godin van de zee
- Lin Zexu 林则徐, beroemde ambtenaar uit de Qing-dynastie die opium verbrande
- Raymond Lam 林峰, Hongkongse acteur
- Lin Biao 林彪, Chinese communist
- Karena Lam 林嘉欣, Hongkongse actrice
- Lin Cho-liang, Taiwanese politicus
- Lin Yue, Chinese schoonspringer die goud behaalde op OS 2008 in Beijing
- Carrie Lam, Hongkongs politica
- Ringo Lam, Hongkongs filmregisseur
- Lam Sheung-Yee
- George Lam
- Bowie Lam
- Karena Lam
- Liem Swie King
- Lim Goh Tong
- Lim Kit Siang
- Lim Guan Eng
- Lim Chong Eu
- Nora Lam
- Tscheu La Ling, Chinees-Nederlandse voetballer